# Lycosa inviolata
Lycosa inviolata är en spindelart som beskrevs av Roewer 1960. Lycosa inviolata ingår i släktet Lycosa och familjen vargspindlar. Inga underarter finns listade i Catalogue of Life.